# Zeewijk
Zeewijk var en ostindiefarare som tillhörde Nederländska ostindiska kompaniet (Vereenigde Oost-Indische Compagnie, VOC). Zeewijk gick på grund och blev ett vrak på Houtman Abrolhos utanför Australiens västkust den 9 juni 1727. De överlevande byggde ett mindre fartyg av vrakgodset och 82 av besättningens 208 man kunde segla till den ursprungliga destinationen Batavia, dit de anlände 30 april 1728. De förde med sig Zeewijks loggbok som bevis för hela händelseförloppet inklusive sjöresan till Java.

## Avfärd
Den 7 november 1726 lättade Zeewijk ankar utanför Vlissingen vid floden Scheldes mynning under befäl av Jan Steyns. Med ombord var tre svenskar, sjömannen Henrik Ahlberg från Stockholm, legoknekten Swerus Pettersson från Uddevalla och soldaten Sven Dirkson från Göteborg.

## Indiska oceanen

Brouwerroute

Zeewijk seglade från Kapstaden den 21 april 1727, mot sydost för att fånga de starka västvindarna på 40:de breddgraden. I kompaniets seglingsbeskrivning rekommenderades Brouwer Route vilket innebar ostlig kurs till Amsterdamön och därefter nordostlig kurs mot Java. Ett holländskt skepp rapporterades som saknad och Zeewijks kapten beslöt att leta efter fartyget. Den 21 maj kallade kaptenen Jan Steyns skeppsrådet som enhälligt beslutade:
| ”              | Idag beslutade vi enhälligt att segla mot Land Eendracht och om möjligt gå iland där. | „ |
| – 21 maj 1727. |                                                                                       |   |

## Skeppsbrottet
Den 9 juni 1727 kl 1930 gick Zeewijk på grund på Half Moon Reef på västra sidan av Pelsaert Group, den sydligaste ögruppen bland Houtman Abrolhos-öarna. Stormasten knäcktes och föll överbord och stora vågor sköljde över däck. I gryningen upptäckte besättningen flera öar, men de kunde inte lämna fartyget på grund av de kraftiga bränningarna. Efter en vecka beslöts att riskera storbåten i bränningarna och försöka ta sig iland. Tolv män lyckades ta sig till den närmaste ön och fann till sin lättnad färskvatten.
Efter en månad skickade Jan Steyns storbåten med förstestyrman Pieter Langeweg och 11 med sjömän till Batavia för att begära att ett räddningsfartyg skulle skickas ut. Men storbåten kom aldrig fram och inga spår efter sjömännen har upptäckts.

### Slopie

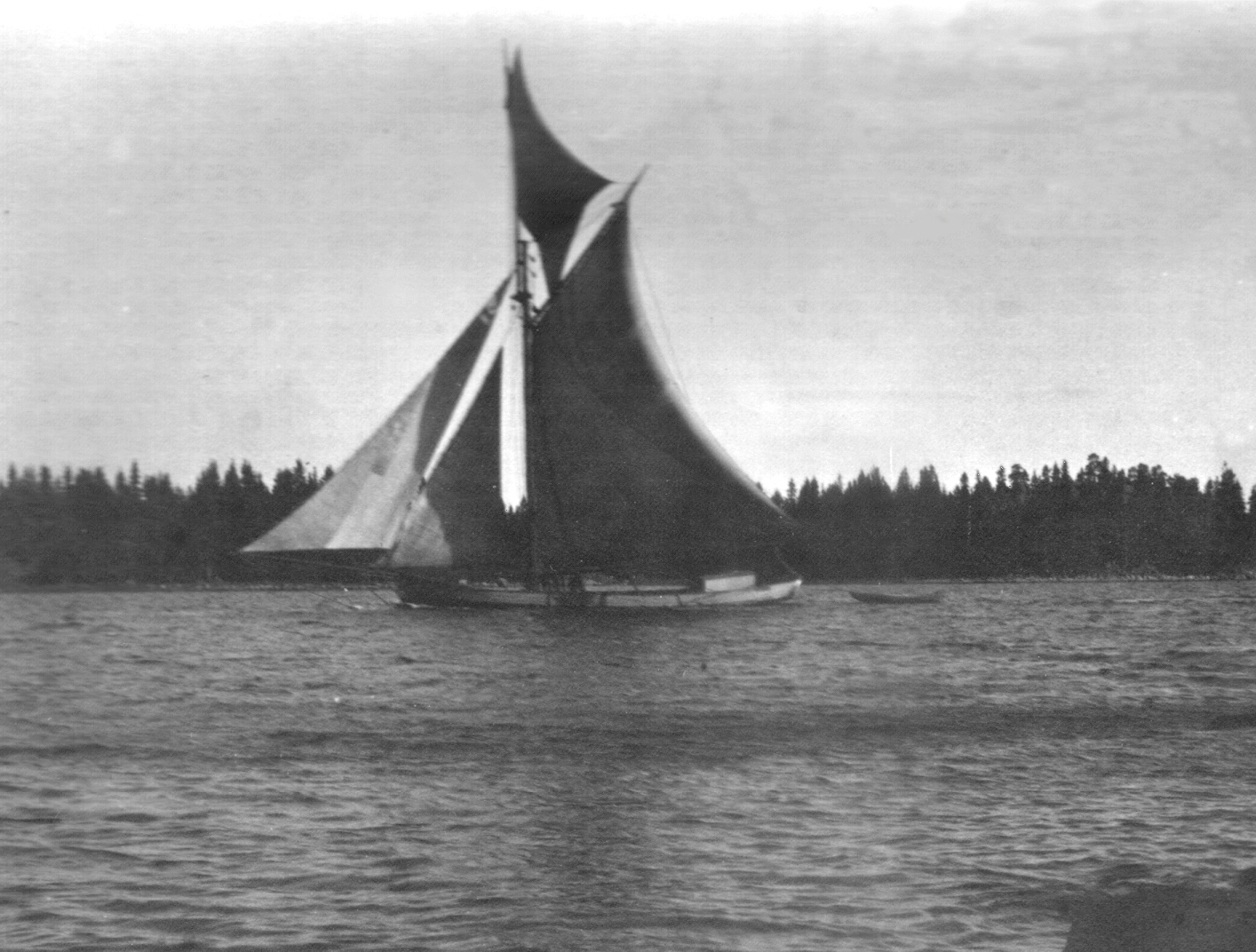
Traditionell jakt av holländsk typ, med gaffelstorsegel, gaffeltoppsegel, fock och klyvare

Den 29 oktober 1727 beslutades att timmermännen skulle bygga en räddningsbåt som skulle föra de överlevande till Batavia. Båten byggdes av timmer från vraket och störar av mangrove. Den blev 20 meter lång och 6 meter bred, riggades som en slup och döptes till Slopie. Jakten skulle vara stor nog för att kunna transportera 90 man, tio penningkistor fulla med silvermynt och färskvatten och proviant för tre veckor. Den 26 mars 1728 kunde Slopie segla bort från Houtman Abrolhos och den 30 april anlände 82 överlevande från Zeewijk till den ursprungliga destinationen, Batavia.

## Efterspel
- Kapten Jan Steyns häktades i Batavia och dömdes av Högsta domstolen att ersätta Kompaniet (VOC) för den ekonomiska skada som kompaniet lidit.[11].
- Henrik Ahlberg hade fallit överbord och krossats i bränningarna vid storbåtens seglats från Houtman Abrolhos.[8]
- Sven Dirkson dog av utmattning ett dygn innan Slopie anlände till Batavia.[11]
- Sverus Pettersson överlevde och fortsatte segla i VOC i tre år. På den sista hemresan blev han sjuk, sattes i land i Kapstaden där han dog 1732. [11]

## Upptäckt av vraket

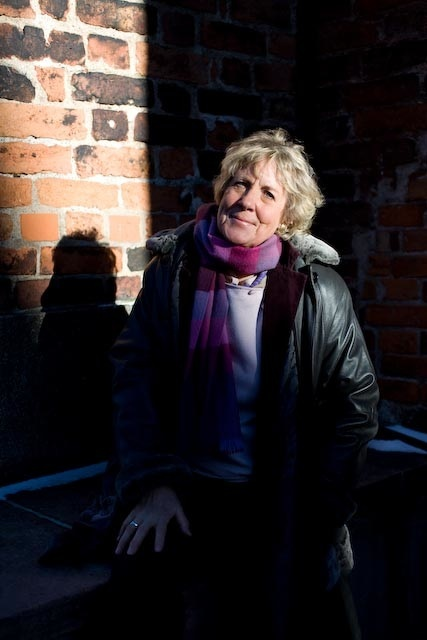
Catharina Ingelman-Sundberg, 2012

År 1840 kom det engelska forskningsfartyget HMS Beagle till Houtman Abrolhos och landade med en storbåt på Gun Island där den skeppsbrutna besättningen hade upprättat ett läger. De gjorde flera fynd, men bedömde att de var från ostindiefararen Batavia, som strandat i arkipelagen 1629.
I slutet på 1800-talet gjordes ett nytt fynd på Gun Island. Denna gång var det arbetare som grävde efter guano. Ledaren för guanoföretaget var historiskt intresserad och lämnade föremål som kopparkärl, kritpipor, vinflaskor med mera till museet i Perth. Men det dröjde ända till 1976 innan 
1968 innan dykare kunde lokalisera vraket.
1976 startade Australiensiska myndigheter Zeewijkprojektet.
Ledare för projektet blev den svenska marinarkeologen Catharina Ingelman-Sundberg. Uppdrag:

- Lokalisera vrakrester och gräva ut försvunna skeppsläger 70 kilometer utanför Australiens västkust.
- Försöka ta reda på vad som hänt Zeewijk och besättningen 250 år tidigare.[13]

| Pelsart Groups läge utanför Geraldton |  | Pelsart Groups läge utanför Geraldton |
| Pelsart Groups läge utanför Geraldton |  |                                       |

## Undersökning
Zeewijk hade förlist på ett mycket utsatt ställe, på korallrev och öar 70 kilometer från fastlandet. Reven och öarna överspolades av skyhöga bränningar, vattnet var hajrika och det var svårt att landa med fartyg. Det var en utmaning som marinarkeologerna inte kunde motstå. De upprättade ett basläger på samma ö som de skeppsbrutna hade utnyttjat. Gun Island, ö i Australien var fortfarande obebodd och all utrustning, vatten och mat måste transporteras per lastbil till Geraldton och båt till Gun Island.

## Western Australian Museum

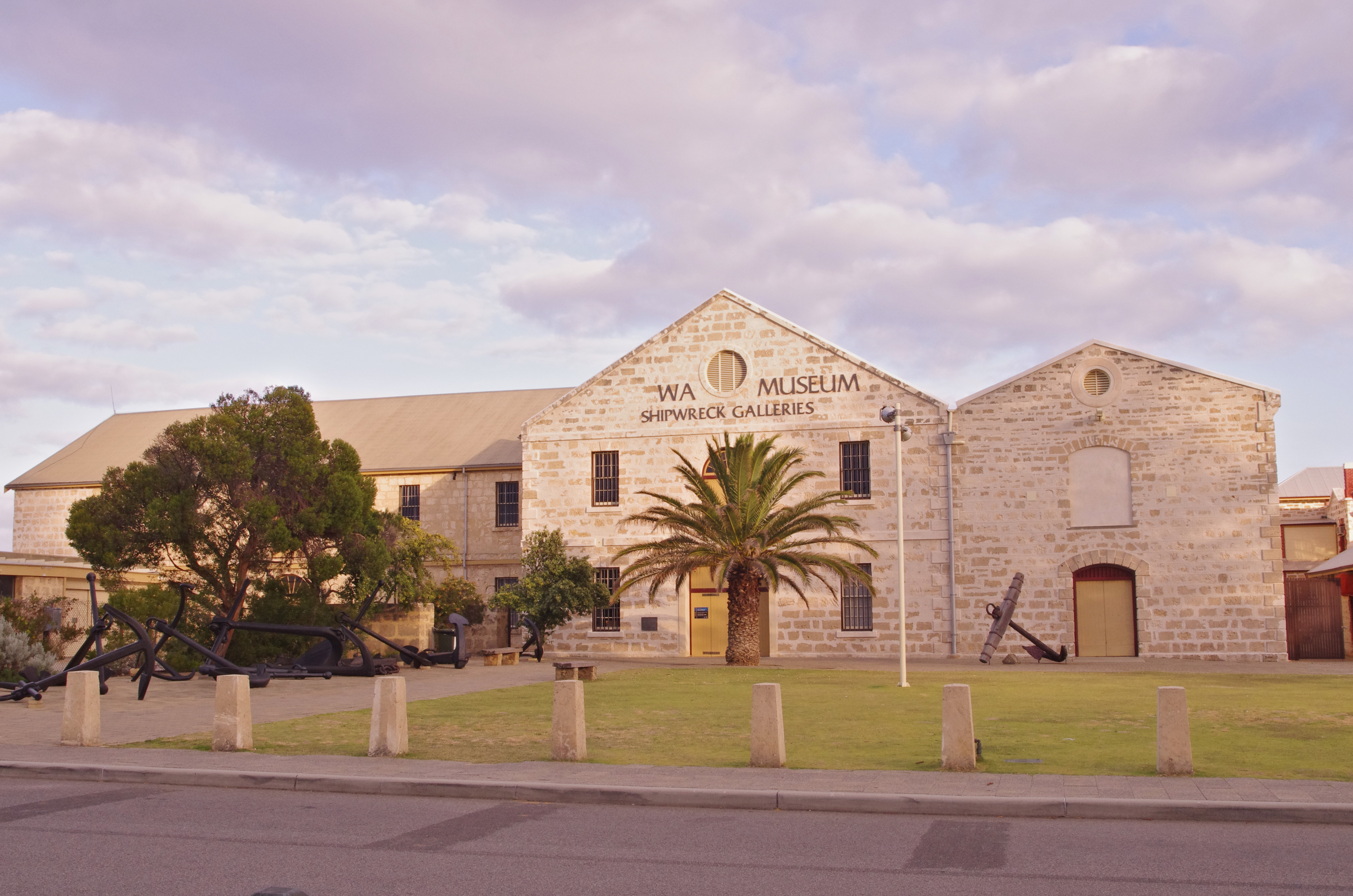
Commissariat buildings med permanentutställning av Zeewijk

Western Australian Museum har en avdelning i Perth för skeppsvrak, där både Batavia och Zeewijk finns representerade.